# Sayed Murad Khan
Sayed Murad Khan (... – Shiraz, 10 maggio 1789) fu l'ottavo Scià della Dinastia Zand di Persia, al potere per poco tempo nel 1789.

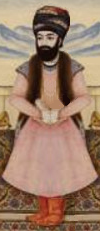

Il suo breve regno è indicativo della lotta spietata e brutale per il potere che regnava tra i membri della famiglia Zand dopo la morte di Karim Khan Zand, avvenuta nel 1779. Sayed Murad Khan era un membro della corte di Shiraz del suo predecessore, Jafar Khan. La ragione del tentativo di Sayed Murad Khan di rovesciare il governo di Jafar è da ricercarsi nel trattamento da lui subito. Sayed Murad Khan fu governatore di Shiraz, venendo poi confinato con la sua famiglia, su ordine di Jafar Khan, nel tentativo di costringerlo a divulgare la sua ricchezza.
Nel 1789 un gruppo di individui, guidato da Murad Khan Sayed, cospirarono l'avvelenamento di Jafar Khan. Per assassinare lo scià, i cospiratori si servirono di una schiava; Sayed Murad Khan e suoi seguaci raggiunsero quindi lo Scià indebolito dal veleno, lo uccisero e gettarono la sua testa dalle mura della cittadella reale.
Dopo l'omicidio di Jafar Khan, Sayed Murad diventò Re di Persia. Il figlio di Jafar Khan, Lotf Ali Khan, marciò quindi su Shiraz, dove godeva del sostegno della popolazione. Sayed Murad Khan resistette per poco tempo asserragliato della cittadella, ma venne forzato alla resa e giustiziato dopo solo quattro mesi di governo. Lotf Ali Khan gli succedette al trono, il 10 maggio 1789.